# Фрэнк Морган
Фрэнк Морган (англ. Frank Morgan, при рождении Фрэнсис Филлип Вапперманн (Francis Phillip Wuppermann); 1 июня 1890 — 18 сентября 1949) — американский актёр, двукратный номинант на премию «Оскар». Наиболее известен по роли Волшебника страны Оз в одноимённом фильме 1939 года. Обладатель именной звезды на Голливудской «Аллее славы».

## Биография
Фрэнк Морган родился 1 июня 1890 года в Нью-Йорке, штат Нью-Йорк, в семье Джорджа и Джозефины Вапперманнов. Помимо Фрэнка, в семье росли десятеро детей (пять мальчиков и четверо девочек). Родители Фрэнсиса зарабатывали на жизнь распространяя напиток ангостура, деньги пошли на поступление юноши в Корнеллский университет. После окончания университета, старший брат Фрэнсиса, успешный киноактёр Ральф Морган, пригласил его на съёмочную площадку фильма «Подозреваемый» и предложил ему небольшую роль полицейского. Тогда же Фрэнсис придумал себе псевдоним «Фрэнк Морган».
С тех пор актёр активно снимался в кино, включая такие популярные тогда фильмы, как «Подкаблучник», «Величайшая ошибка любви» и «Опасная Нэн Макгрю». С приходом звукового кино карьера актёра пошла на спад, целых три год он не снимался в кино. Былая слава и востребованность вернулась к Моргану в 1935 году, когда он был номинирован на престижную премию «Оскар» за роль Алессандро в фильме Грегори Ла Кавы «Романы Челлини», но проиграл Кларку Гейблу. Через четыре года актёр исполнил роль Волшебника страны Оз в одноимённой экранизации романа Лаймена Фрэнка Баума «Удивительный волшебник из страны Оз».
Вторая номинация на «Оскар» последовала в 1943 году за роль Майка «Пирата» Маккензи в фильме Виктора Флеминга «Равнина Тортилья». Однако и тогда Морган проиграл Вану Хефлину.
Последними ролями актёра стали роли Барни Уайла в комедии Сэма Вуда «История Страттона» и пожарного Даггана в трагикомедии Джорджа Сидни «Ключ к городу», релиз которой состоялся уже после его смерти. Фрэнк Морган скончался от инфаркта 18 сентября 1949 года во время съёмок фильма «Энни получит ваше оружие», где актёр играл роль полковника Уильяма Коди; его заменил Луис Кэлхерн. Похоронен на кладбище Грин-Вуд в Бруклине, Нью-Йорк.

### Личная жизнь
Фрэнк Морган был женат на Элме Муллер с 1914 года до конца своей жизни. У них был один сын — Роберт. Недолгое время актёр страдал алкоголизмом, что подтверждают слова актрисы Маргарет Хэмилтон, заявившей о том, что Морган даже приносил на съёмочную площадку небольшой дипломат со встроенным мини-баром.
Племянница Фрэнка Моргана — театральная актриса Клаудия Морган, запомнившаяся зрителям по роли Веры Клэйторн в первом бродвейском спектакле по роману Агаты Кристи «Десять негритят». Братьями Моргана были драматург Карлос Вапперманн, погибший во время Первой мировой войны в Рейнской области, и известный актёр Ральф Морган (1883—1956).

## Избранная фильмография
| - 1916 — «Подозреваемый» — полицейский - 1917 — «Дитя шахтёра» — Альфред - 1917 — «Кто твой сосед?» — Дадли Карлтон - 1917 — «Раффлс» — Банни Мэндерс - «Подкаблучник» (1924) — Арно Риккарди - «Величайшая ошибка любви» (1927) — Уильям Огден - «Опасная Нэн Макгрю» (1930) — Док Фостер - «Масть по даме» (1930) — мистер Неттлтон - 1930 — «Смех» / Laughter — С. Мортимер Гибсон - «Без царя в голове» (1930) — Бронсон Ленокс - «Аллилуйя, я лентяй» (1933) — мэр Джон Гастингс - «Воссоединение в Вене» (1933) — доктор Антон Кинг - «Поцелуй перед зеркалом» (1933) — доктор Пол Хелд - 1933 — «Когда встречаются леди» / When Ladies Meet — Роджерс Вудрафф - 1933 — «Взрывоопасная красотка» — Попс Бёрнс - «Кот и скрипка» (1934) — Жюль Додет - «Романы Челлини» / The Affairs of Cellini (1934) — Алессандро - «Затерявшаяся леди» (1934) — Дэниэл «Дэн» Форрестер - «Добрая фея» (1935) — Конрад - «Капризная Мариетта» (1935) — губернатор Гаспар Д’Аннар - «Лодырь» (1935) — Том - «Эскапада» (1935) — Карл - «Я живу своей жизнью» (1935) — Дж. П. Бэнтли - «Великий Зигфелд» (1936) — Джек Биллингс - «Танцующий пират» (1936) — дон Эмилио Перена - «Проблема для двоих» (1936) — полковник Джеральдин - «Ямочки» (1936) — профессор Юстас Эпплби - «Конец миссис Чейни» / The Last of Mrs. Cheyney (1937) — лорд Фрэнсис Кэлтон - «Саратога» (1937) — Джесси Кифмайер - «Розали» (1937) — король Фредрик Романиков - «Рай для троих» (1938) — Рудольф Тоблер - «Порт семи морей» (1938) — Панисс | - «Восьмой раунд» (1938) — Брайан Маккой - «Любимцы» (1938) — Феликс Леман - «Бродвейская серенада» (1939) — Корнелий Колльер-младший - «Волшебник страны Оз» (1939) — Волшебник страны Оз / профессор Марвел / привратник / извозчик - «Генри отправляется в Аризону» (1939) — Генри «Хэнк» Конрой - «Балалайка» (1939) — Иван Данченов, директор Императорской оперы - «Магазинчик за углом» (1940) — Хьюго Матушек - «Бродвейская мелодия 40-х» / Broadway Melody of 1940 (1940) — Боб Кейси - «Смертельный шторм» (1940) — профессор Виктор Рот - «Шумный город» (1940) — Лютер Олдрич - «Халлабалу» (1940) — Фрэнки Мэрриуэзер - «В компании» (1940) — Гарри С. Томас - «Забегаловка» (1941) — судья Коттон - «Равнина Тортилья» (1942) — Майк «Пират» Маккензи - «Белый груз» (1942) — Доктор - «Человеческая комедия» / The Human Comedy (1943) — Уилли Гроган - «Незнакомец в городе» (1943) — Джон Грант - «Тысячи приветствий» (1943) — доктор Фрэнк Морган - «Белые скалы Дувра» (1944) — Хайрам Портер Данн - «Казанова Браун» (1944) — мистер Феррис - «Иоланта и вор» (1945) — Виктор Бадлоу Трут - «Великий Морган» (1946) — камео - «Храбрость Лесси» (1946) — Гарри Макбэйн - «Косоглазое чудо» (1946) — Сэм Григгс - «Леди Удача» (1946) — Уильям Одри - «Улица Грин Долфин» (1947) — доктор Эдмонд Озанн - «Летние каникулы» (1948) — дядя Сид - «Три мушкетёра» (1948) — Людовик XIII - «История Страттона» (1949) — Барни Уайл - «Большой грешник» (1949) — Аристид Питард - «Крупная ставка» (1949) — Джим Кёрстин - «Ключ к городу» (1950; фильм вышел после смерти актёра) — пожарный Дагган |